# Yukpa (langue)
Le yukpa, aussi appelé yuko, est une langue caribe parlée par les Yukpa au Venezuela dans l’État de Zulia et en Colombie dans les départements de La Guajira et de Cesar. Il est proche du japreria (en).

## Utilisation
Mily Crevels estime le nombre de locuteurs yukpa à 3651 locuteurs en Colombie et moins de 7500 locuteurs parmi les Yukpa au Venezuela en 2001.